# Talimossen
Talimossen är en sumpmark i Finland. Den ligger i Kyrkslätt i landskapet Nyland, i den södra delen av landet, 30 km väster om huvudstaden Helsingfors.